# NGC 2265
NGC 2265 é um asterismo na direção da constelação de Gemini. O objeto foi descoberto pelo astrônomo John Herschel em 1832, usando um telescópio refletor com abertura de 18,6 polegadas. 